# Przemieszczenie (psychologia)
Przemieszczenie – mechanizm obronny, polegający na rozładowaniu stłumionych uczuć, zazwyczaj wrogości na obiektach mniej niebezpiecznych niż te, które pierwotnie wzbudziły emocje.